# Allodynia
Allodynia (gr. ἄλλος allos "inny", ὀδύνη odynē "ból") – termin medyczny służący do określenia sytuacji, gdy pacjent ma nieprzyjemne doznania (np. uczucie bólu, pieczenia, parzenia), na skutek oddziaływania bodźca, który u zdrowych ludzi nie wywołuje bólu. Allodynia jest wynikiem uszkodzenia układu nerwowego, na przykład w przebiegu neuropatii autonomicznej w cukrzycy.